# Eolia antică
Eolia (Grecia Antică: Αἰολίς, Aiolís), or Aeolia (/iːˈoʊliə/; Αἰολία, Aiolía), a fost o zonă care cuprindea regiunea vestică și nord-vestică din Asia Mică, în mare parte de-a lungul coastei, și, de asemenea, mai multe insule offshore (în special Lesbos), unde orașele-state ale greacilor eolieni au fost localizate. Eolia a încorporat părțile sudice din Misia, și este delimitată de ea la nord, Ionia la sud, și Lidia la est.

## Geografie
Eolis a fost un district antic pe coasta de vest a Asiei Mici. S-a extins de-a lungul Mării Egee de la intrarea în Hellespont (acum Dardanelle] la sud de Râul Gediz. A fost numit după eolieni, dintre care unii au migrat acolo din Grecia înainte de 1000 î.Hr. Eolia a fost, cu toate acestea, o enclavă etnologică și lingvistică, mai degrabă decât o unitate geografică. Districtul a fost adesea considerat parte a regiunii de nord-vest mai mari din Misia.

## Istorie

Așezări grecești în vestul Asiei Mici, zona eoliană în roșu închis.

Potrivit poemului Odiseea a lui Homer , Ulise, după șederea sa la Ciclopi, a ajuns pe insula plutitoare  Eolia, unde Eol fiul lui Hippotas i-a oferit vântul de vest Zefir.

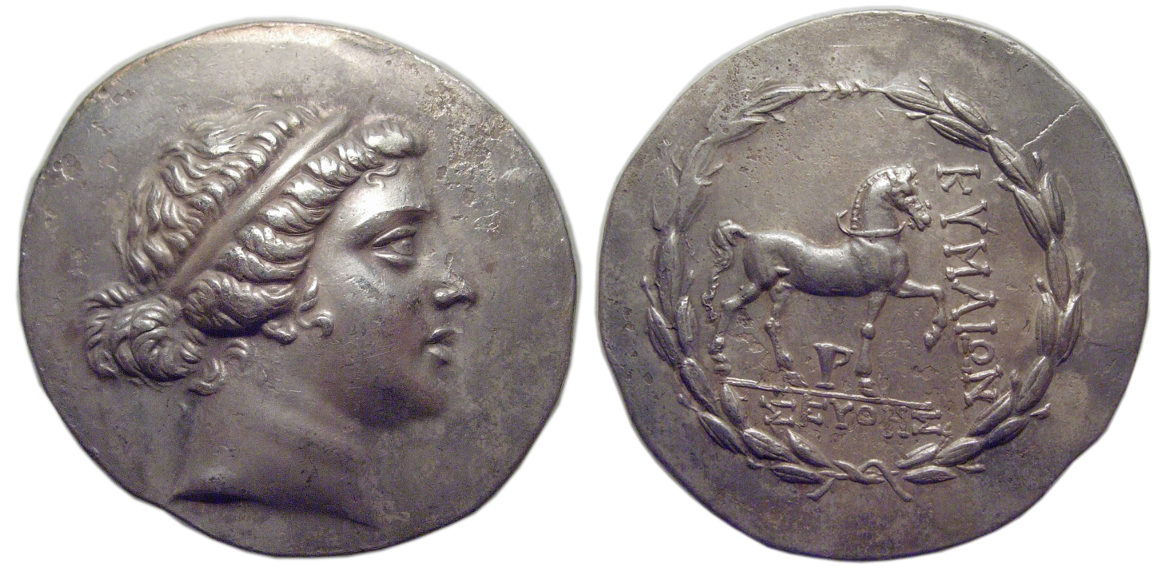
Eolia, Kyme; Tetradrahmă; Argint; circa 165-140 î.Hr.; Avers: Capul de Amazon Kyme dreapta, poartă taenia; Revers: Cal de mers pe jos la dreapta, skyphos (o ceașcă manipulate) de mai jos, ΚΙΜΑΩΝ stânga, ΣΕΚΘΗΣ (magistrat) în exergue, toate în laur-coroană; 34.2mm, 16.409g; Referință: SNG Von Aulock 1640; Oakley obv. mor 59; Sg4183 var

Până în secolul al VIII-lea î.Hr. cele mai importante orașe ale eolienilor erau independente. Ei au format o ligă de douăsprezece orașe (un  Dodecapolis):  Cyme (numit și Phriconis);  Larissa; Neonteichos; Temnus; Cilla;  Noțiune; Aegiroessa;  Pitane;  Aegae;  Myrina; Gryneion; și Smyrna.
Cel mai celebro dintre orașe a fost Smyrna (modern Izmir, Turcia), dar în 699 î.Hr., Smyrna a devenit parte a unei confederații ionice. Această ligă sau confederație, cunoscută sub numele de Liga Ionică, denumită și Liga Panionică, s-a format la sfârșitul  Războiul Meliac la mijlocul secolului al VII-lea î.Hr.
Cresus, rege al Lidiei (a domnit în 560-546 î.Hr.), a cucerit orașele rămase. Mai târziu, ele au fost ținute succesiv de  Persani,  macedoneni, Seleucizi, și Pergameni.
Attalus AL III-lea, ultimul rege al Pergamum, l-a lăsat moștenire pe Aeolis Republica Romană în 133 î.Hr. în 133 î.Hr. La scurt timp după aceea a devenit parte a roman provincia Asiei. La împărțirea Imperiului Roman (395 d.Hr.), Aeolis a fost atribuit imperiului roman de Est (bizantin) și a rămas în mare parte sub dominație bizantină până la începutul secolului al XV-lea,Format:Citare necesară când turcii otomani au ocupat zona.

## Oameni notabili
- Autolycos din Pitana
- Andriscus
- Elias Venezis